# Ernest Chenu
Ernest Chenu (Melun, 31 agosto 1836 – Parigi, 1879) è stato un militare francese.

## Biografia
Ernest Chenu nacque il 31 agosto 1836 a Melun. Intrapresa la carriera militare, divenne Sottotenente il 1º ottobre 1857 e venne assegnato al 90º reggimento di fanteria in Algeria.
Con l'inizio della campagna militare in Italia, prende parte alla Battaglia di Magenta ove viene ferito. Nominato in seguito Tenente, viene trasferito al reggimento degli zuavi della Guardia Imperiale.
Promosso Capitano, passò al 3º reggimento dei tiratori algerini e prese parte col grado di aiutante maggiore di una colonna montata alla spedizione di Kabilia. Dopo queste azioni ricevette la croce di Cavaliere della Legion d'Onore, venendo assegnato al 31º reggimento di fanteria di linea.
Morì a Parigi nel 1879.